# Корінна (Мен)
Корінна (англ. Corinna) — місто (англ. town) в США, в окрузі Пенобскот штату Мен. Населення — 2221 особа (2020).

## Демографія
Згідно з переписом 2010 року, у місті мешкало 2198 осіб у 926 домогосподарствах у складі 622 родин. Було 1075 помешкань
Расовий склад населення:
| - 97,2 % — білих - 0,3 % — корінних американців - 0,3 % — чорних або афроамериканців - 0,2 % — азіатів |

До двох чи більше рас належало 1,9 %. Частка іспаномовних становила 0,6 % від усіх жителів.
За віковим діапазоном населення розподілялося таким чином: 22,5 % — особи молодші 18 років, 60,6 % — особи у віці 18—64 років, 16,9 % — особи у віці 65 років та старші. Медіана віку мешканця становила 43,0 року. На 100 осіб жіночої статі у місті припадало 94,7 чоловіків;  на 100 жінок у віці від 18 років та старших — 97,2 чоловіків також старших 18 років.
Середній дохід на одне домашнє господарство  становив 55 819 доларів США (медіана — 36 719), а середній дохід на одну сім'ю — 69 868 доларів (медіана — 58 333). Медіана доходів становила 46 688 доларів для чоловіків та 38 188 доларів для жінок. За межею бідності перебувало 12,6 % осіб, у тому числі 20,5 % дітей у віці до 18 років та 8,3 % осіб у віці 65 років та старших.
Цивільне працевлаштоване населення становило 987 осіб. Основні галузі зайнятості: освіта, охорона здоров'я та соціальна допомога — 27,6 %, роздрібна торгівля — 19,8 %, виробництво — 11,0 %, науковці, спеціалісти, менеджери — 9,1 %.